# Вест-Фолмаут (Массачусетс)
Вест-Фолмаут (англ. West Falmouth) — переписна місцевість (CDP) в США, в окрузі Барнстебел штату Массачусетс. Населення — 1812 особи (2020).

## Географія
Вест-Фолмаут розташований за координатами 41°36′5″ пн. ш. 70°38′22″ зх. д. / 41.60139° пн. ш. 70.63944° зх. д. (41.601508, -70.639317).  За даними Бюро перепису населення США в 2010 році переписна місцевість мала площу 11,27 км², з яких 7,97 км² — суходіл та 3,31 км² — водойми.

## Демографія
Згідно з переписом 2010 року, у переписній місцевості мешкало 1738 осіб у 819 домогосподарствах у складі 529 родин. Густота населення становила 154 особи/км².  Було 1431 помешкання (127/км²).
Расовий склад населення:
| - 96,2 % — білих - 1,3 % — чорних або афроамериканців - 0,9 % — азіатів - 0,5 % — корінних американців - 0,1 % — вихідців з тихоокеанських островів |

До двох чи більше рас належало 0,4 %. Частка іспаномовних становила 2,0 % від усіх жителів.
За віковим діапазоном населення розподілялося таким чином: 15,5 % — особи молодші 18 років, 53,7 % — особи у віці 18—64 років, 30,8 % — особи у віці 65 років та старші. Медіана віку мешканця становила 55,5 року. На 100 осіб жіночої статі у переписній місцевості припадало 85,7 чоловіків;  на 100 жінок у віці від 18 років та старших — 83,3 чоловіків також старших 18 років.
Середній дохід на одне домашнє господарство  становив 118 698 доларів США (медіана — 95 625), а середній дохід на одну сім'ю — 125 934 долари (медіана — 120 272). За межею бідності перебувало 6,3 % осіб, у тому числі 7,3 % дітей у віці до 18 років та 4,3 % осіб у віці 65 років та старших.
Цивільне працевлаштоване населення становило 862 особи. Основні галузі зайнятості: освіта, охорона здоров'я та соціальна допомога — 31,3 %, виробництво — 21,8 %, науковці, спеціалісти, менеджери — 14,7 %.